# Ludwig Albrecht
Ludwig Albrecht (* 5. Juli 1861 in Moringen am Solling, Niedersachsen; † 28. Februar 1931 in Hamburg) war zunächst evangelisch-lutherischer, dann katholisch-apostolischer Theologe. Bekannt wurde Albrecht durch seine Übersetzung des Neuen Testaments.

## Lebenslauf
Albrecht studierte an der Georg-August-Universität Göttingen und an der Kaiser-Wilhelm-Universität Straßburg Evangelische Theologie. Er wurde während seines Studiums Mitglied des Göttinger Wingolf und der Wingolfsverbindung Argentina Straßburg. Er wurde 1885 als Pastor der Evangelisch-lutherischen Landeskirche Hannovers ordiniert und trat eine Pfarrstelle in Scharnebeck bei Lüneburg an. 1889 wurde er von der Landeskirche „wegen Übertritt zu den Irvingianern“ aus dem Amt entlassen. Seitdem arbeitete er in der katholisch-apostolischen Kirche. Im Februar 1889 wurde er in der katholisch-apostolischen Gemeinde Hamburg als Diakon eingesetzt. Einen Monat später, am 18. März 1889, wurde er in Kassel zum Priester für die Gemeinde in Kiel ordiniert. Am 4. Dezember 1891 zum Engel geweiht, war er ab dem 22. Juli 1894 beauftragter Engel für die Gemeinde in Bremen. Am 13. Juli 1900 wurde er in Albury (Surrey) zum Erzengel für die Allgemeine Kirche berufen, mit Wohnsitz in Bremen.
Da er außer Türkisch und Russisch viele weitere europäische Sprachen beherrschte, galt sein Wirken besonders dem Ausland. Albrecht diente von 1900 bis 1931 für die katholisch-apostolischen Gemeinden als sogenannter „Erzengel der Allgemeinen Kirche“, was in etwa einem Erzbischof mit überregionalen Aufgaben entspricht. Er war der letzte lebende Erzengel (von siebzehn) und reiste als höherer, zuletzt höchster Kirchendiener durch viele Gemeinden. Da er zur Bewältigung dieser weiten Strecken öfter mit dem Flugzeug reiste, trug er scherzhaft den Spitznamen „flying angel“.

## Schriften
- Die ersten 15 Jahre der christlichen Kirche, 1900 (2. Auflage 1935)
- Paulus, der Apostel Jesu Christi, 1903
- Der Islam, 1918
- Der Buddhismus, 1919 (2. Auflage 1923)
- Von Paradies zu Paradies, 1925
- Das Neue Testament in die Sprache der Gegenwart übersetzt und kurz erläutert, 1920 (7. Auflage 1953: 45.–60. Tsd.)
- Die Geschichte des Volkes Israel von Mose bis auf die Gegenwart, 1926 (2. Auflage 1927)
- Die Psalmen in die Sprache der Gegenwart übersetzt und kurz erläutert, 1927
- Übersetzung der großen und kleinen Propheten (als Manuskript hinterlassen)